# Anthophora eburnea
Anthophora eburnea är en biart som beskrevs av Radoszkowski 1876. Anthophora eburnea ingår i släktet pälsbin, och familjen långtungebin. Inga underarter finns listade i Catalogue of Life.